# Reichstagswahlkreis Pfalz (Bayern) 2

Die Wahlkreisaufteilung des Deutschen Reichs.

Der Reichstagswahlkreis Pfalz (Bayern) 2 war ein Wahlkreis für die Reichstagswahlen im Deutschen Reich 1868 bis 1918.

## Allgemeines
Der Reichstagswahlkreis Pfalz (Bayern) 2 (auch Reichstagswahlkreis Landau-Neustadt genannt) umfasste die Städte Landau in der Pfalz und Neustadt an der Haardt sowie die umliegenden Bezirksämter. Der Wahlkreis hatte eine Fläche von 888,90 Quadratkilometer und 1871 124.015 Einwohner (139,50 Einwohner/km²). 1910 betrug die Einwohnerzahl 135.712 (152,67 Einwohner/km²). Konfessionell lag der Anteil der Protestanten über dem der Katholiken. 1871 (1910) betrug der Anteil der Katholiken 43,9 % (45,1 %) und der der Protestanten 53,5 % (54,2 %). Der Wahlkreis war städtisch geprägt. 43,2 % der Einwohner lebte in Orten mit weniger als 2000 Einwohnern.

## Abgeordnete
| Wahl                             | Abgeordneter                   | Partei | Bild |
| -------------------------------- | ------------------------------ | ------ | ---- |
| Zollparlamentswahl 1868 bis 1881 | Ludwig Andreas Jordan          | NLP    |      |
| Reichstagswahl 1881 bis 1883     | Julius Petersen                | NLP    | 0    |
| Ergänzungswahl 1883 bis 1884     | Friedrich August Mahla         | NLP    | 0    |
| Reichstagswahl 1884 bis 1898     | Albert Bürklin                 | NLP    | 0    |
| Reichstagswahl 1898              | Andreas Deinhard               | NLP    |      |
| Reichstagswahl 1903              | Wilhelm Schellhorn-Wallbillich | NLP    | 0    |
| Ersatzwahl 1909                  | Josef Huber                    | NLP    | 0    |
| Reichstagswahl 1912              | Fritz van Calker               | NLP    | 0    |

## Wahlen

### Zollparlamentswahl 1868
Bei der Zollparlamentswahl 1868 fand nur ein Wahlgang statt. Die Zahl der Wahlberechtigten betrug 22.009, die Zahl der Wähler 11.227. Die Wahlbeteiligung betrug 51,0 %.
| Kandidat              | Partei                     | Stimmen | in %   | Anmerkungen |
| --------------------- | -------------------------- | ------- | ------ | ----------- |
| Ludwig Andreas Jordan | NLP                        | 9701    | 86,4 % | 0           |
| 0                     | Bayerische Patriotenpartei | 1526    | 13,6 % | 0           |

### Reichstagswahl 1871
Bei der Reichstagswahl 1871 fand nur ein Wahlgang statt. Die Zahl der Wahlberechtigten betrug 24.121, die Zahl der Wähler 9.555. Die Wahlbeteiligung betrug 39,7 %.
| Kandidat              | Partei                     | Stimmen | in %   | Anmerkungen |
| --------------------- | -------------------------- | ------- | ------ | ----------- |
| Ludwig Andreas Jordan | NLP                        | 9315    | 97,5 % | 0           |
| 0                     | Bayerische Patriotenpartei | 219     | 2,3 %  | 0           |

### Reichstagswahl 1874
Bei der Reichstagswahl 1874 fand nur ein Wahlgang statt. Die Zahl der Wahlberechtigten betrug 25.871, die Zahl der Wähler 20.766. Die Wahlbeteiligung betrug 80,3 %.
| Kandidat              | Partei                     | Stimmen | in %   | Anmerkungen |
| --------------------- | -------------------------- | ------- | ------ | ----------- |
| Ludwig Andreas Jordan | NLP                        | 14.556  | 70,3 % | 0           |
| 0                     | Bayerische Patriotenpartei | 6.150   | 29,7 % | 0           |

### Reichstagswahl 1877
Bei der Reichstagswahl 1877 fand nur ein Wahlgang statt. Die Zahl der Wahlberechtigten betrug 27.154, die Zahl der Wähler 17.787. Die Wahlbeteiligung betrug 65,7 %.
| Kandidat              | Partei                     | Stimmen | in %   | Anmerkungen |
| --------------------- | -------------------------- | ------- | ------ | ----------- |
| 0                     | SPD                        | 851     | 4,8 %  | 0           |
| Ludwig Andreas Jordan | NLP                        | 11.392  | 64,0 % | 0           |
| 0                     | Bayerische Patriotenpartei | 4.955   | 27,9 % | 0           |
| 0                     | Sonstige                   | 570     | 3,2 %  | 0           |

### Reichstagswahl 1878
Bei der Reichstagswahl 1878 fand nur ein Wahlgang statt. Die Zahl der Wahlberechtigten betrug 27.823, die Zahl der Wähler 17.438. Die Wahlbeteiligung betrug 62,8 %.
| Kandidat              | Partei                     | Stimmen | in %   | Anmerkungen |
| --------------------- | -------------------------- | ------- | ------ | ----------- |
| 0                     | SPD                        | 327     | 1,9 %  | 0           |
| Ludwig Andreas Jordan | NLP                        | 11.210  | 64,3 % | 0           |
| 0                     | Bayerische Patriotenpartei | 4818    | 27,6 % | 0           |
| 0                     | Sonstige                   | 1079    | 6,2 %  | 0           |

### Reichstagswahl 1881
Bei der Reichstagswahl 1881 fanden zwei Wahlgänge statt. Die Zahl der Wahlberechtigten im ersten Wahlgang betrug 27.121, die Zahl der Wähler 14.956. Die Wahlbeteiligung betrug 55,3 %.
| Kandidat        | Partei                     | Stimmen | in %   | Anmerkungen |
| --------------- | -------------------------- | ------- | ------ | ----------- |
| 0               | SPD                        | 127     | 0,8 %  | 0           |
| Julius Petersen | NLP                        | 7397    | 49,4 % | 0           |
| 0               | Linksliberale              | 3989    | 26,7 % | 0           |
| 0               | DVP                        | 404     | 2,7 %  | 0           |
| 0               | Bayerische Patriotenpartei | 2794    | 18,7 % | 0           |
| 0               | Sonstige                   | 236     | 1,6 %  | 0           |

In der Stichwahl betrug die Zahl der Wähler 21.346. Die Wahlbeteiligung betrug 78,8 %.
| Kandidat        | Partei        | Stimmen | in %   | Anmerkungen |
| --------------- | ------------- | ------- | ------ | ----------- |
| Julius Petersen | NLP           | 11.157  | 52,3 % | 0           |
| 0               | Linksliberale | 10.189  | 47,7 % | 0           |

### Ergänzungswahl 1883
Bei der Ergänzungswahl 1883  fand nur ein Wahlgang statt. Die Zahl der Wahlberechtigten betrug 27.799, die Zahl der Wähler 18.570. Die Wahlbeteiligung betrug 68,4 %.
| Kandidat               | Partei                      | Stimmen | in %   | Anmerkungen |
| ---------------------- | --------------------------- | ------- | ------ | ----------- |
| 0                      | SPD                         | 67      | 0,3 %  | 0           |
| Friedrich August Mahla | NLP                         | 9.290   | 50,0 % | 0           |
| Otto Sartorius         | Deutsche Fortschrittspartei | 9.208   | 49,6 % | 0           |

### Reichstagswahl 1884
Bei der Reichstagswahl 1884 fand nur ein Wahlgang statt. Die Zahl der Wahlberechtigten betrug 27.799, die Zahl der Wähler 21.789. Die Wahlbeteiligung betrug 78,6 %.
| Kandidat       | Partei                     | Stimmen | in %   | Anmerkungen |
| -------------- | -------------------------- | ------- | ------ | ----------- |
| 0              | SPD                        | 215     | 1,0 %  | 0           |
| Albert Bürklin | NLP                        | 11.114  | 51,0 % | 0           |
| 0              | Linksliberale              | 5700    | 26,2 % | 0           |
| 0              | Bayerische Patriotenpartei | 4751    | 21,8 % | 0           |

### Reichstagswahl 1887
Bei der Reichstagswahl 1887 fand nur ein Wahlgang statt. Die Zahl der Wahlberechtigten betrug 27.794, die Zahl der Wähler 23.848. Die Wahlbeteiligung betrug 88,0 %.
| Kandidat       | Partei                                      | Stimmen | in %   | Anmerkungen |
| -------------- | ------------------------------------------- | ------- | ------ | ----------- |
| 0              | SPD                                         | 365     | 1,5 %  | 0           |
| Albert Bürklin | NLP                                         | 13.776  | 55,6 % | 0           |
| 0              | Linksliberale unterstützt durch das Zentrum | 10.627  | 42,9 % | 0           |

### Reichstagswahl 1890
Bei der Reichstagswahl 1890 fand ein Wahlgang statt. Die Zahl der Wahlberechtigten betrug 28.360, die Zahl der Wähler 23.123. Die Wahlbeteiligung betrug 81,6 %.
| Kandidat       | Partei                                   | Stimmen | in %   | Anmerkungen |
| -------------- | ---------------------------------------- | ------- | ------ | ----------- |
| Josef Huber    | SPD                                      | 879     | 3,8 %  | 0           |
| Albert Bürklin | NLP                                      | 11.972  | 51,8 % | 0           |
| Otto Sartorius | Linksliberaler unterstützt durch Zentrum | 10.266  | 44,8 % | 0           |

### Reichstagswahl 1893
Bei der Reichstagswahl 1893 fand ein Wahlgang statt. Die Zahl der Wahlberechtigten betrug 29.678, die Zahl der Wähler 22.849. Die Wahlbeteiligung betrug 77,0 %.
| Kandidat          | Partei        | Stimmen | in %   | Anmerkungen               |
| ----------------- | ------------- | ------- | ------ | ------------------------- |
| Josef Huber       | SPD           | 1670    | 7,3 %  | 0                         |
| Albert Bürklin    | NLP           | 11.582  | 50,8 % | 0                         |
| Bart              | Linksliberale | 4594    | 20,2 % | Bürgermeister in Dürkheim |
| Heinrich Erlewein | Zentrum       | 4934    | 21,6 % | 0                         |

### Reichstagswahl 1898
Bei der Reichstagswahl 1898 fanden zwei ein Wahlgänge statt. Die Zahl der Wahlberechtigten beim ersten Wahlgang betrug 30.610, die Zahl der Wähler 21.113. Die Wahlbeteiligung betrug 69,0 %.
| Kandidat             | Partei        | Stimmen | in %   | Anmerkungen |
| -------------------- | ------------- | ------- | ------ | ----------- |
| Josef Huber          | SPD           | 3502    | 16,7 % | 0           |
| Andreas Deinhard     | NLP           | 8086    | 38,4 % | 0           |
| Friedrich Helfferich | Linksliberale | 3838    | 18,2 % | 0           |
| Heinrich Erlewein    | Zentrum       | 5623    | 26,7 % | 0           |

Bei der Stichwahl betrug die Zahl der Wähler 24.590. Die Wahlbeteiligung betrug 80,3 %.
| Kandidat          | Partei  | Stimmen | in %   | Anmerkungen |
| ----------------- | ------- | ------- | ------ | ----------- |
| Andreas Deinhard  | NLP     | 12.925  | 52,8 % | 0           |
| Heinrich Erlewein | Zentrum | 11.538  | 47,2 % | 0           |

### Reichstagswahl 1903
Bei der Reichstagswahl 1903 fanden zwei ein Wahlgänge statt. Die Zahl der Wahlberechtigten beim ersten Wahlgang betrug 32.680, die Zahl der Wähler 26.190. Die Wahlbeteiligung betrug 80,1 %.
| Kandidat                       | Partei  | Stimmen | in %   | Anmerkungen |
| ------------------------------ | ------- | ------- | ------ | ----------- |
| Josef Huber                    | SPD     | 5549    | 21,3 % | 0           |
| Wilhelm Schellhorn-Wallbillich | NLP     | 12.295  | 47,1 % | 0           |
| Heinrich Erlewein              | Zentrum | 8236    | 31,5 % | 0           |

Bei der Stichwahl betrug die Zahl der Wähler 26.553. Die Wahlbeteiligung betrug 81,3 %.
| Kandidat                       | Partei  | Stimmen | in %   | Anmerkungen |
| ------------------------------ | ------- | ------- | ------ | ----------- |
| Heinrich Erlewein              | Zentrum | 9905    | 38,0 % | 0           |
| Wilhelm Schellhorn-Wallbillich | NLP     | 16.151  | 62,0 % | 0           |

### Reichstagswahl 1907
Bei der Reichstagswahl 1907 fanden zwei ein Wahlgänge statt. Die Zahl der Wahlberechtigten beim ersten Wahlgang betrug 33.485, die Zahl der Wähler 29.826. Die Wahlbeteiligung betrug 89,1 %.
| Kandidat                       | Partei  | Stimmen | in %   | Anmerkungen |
| ------------------------------ | ------- | ------- | ------ | ----------- |
| Josef Huber                    | SPD     | 6340    | 21,3 % | 0           |
| Wilhelm Schellhorn-Wallbillich | NLP     | 14.613  | 49,2 % | 0           |
| Heinrich Erlewein              | Zentrum | 8767    | 29,5 % | 0           |

Bei der Stichwahl betrug die Zahl der Wähler 18.969. Die Wahlbeteiligung betrug 56,6 %.
| Kandidat                       | Partei  | Stimmen | in %   | Anmerkungen |
| ------------------------------ | ------- | ------- | ------ | ----------- |
| Wilhelm Schellhorn-Wallbillich | NLP     | 17.394  | 98,7 % | 0           |
| Heinrich Erlewein              | Zentrum | 226     | 1,3 %  | 0           |

### Ersatzwahl 1909
Nach dem Tod von Wilhelm Schellhorn-Wallbillich musste eine Ersatzwahl stattfinden. Hierbei fanden zwei ein Wahlgänge statt. Die Zahl der Wähler beim ersten Wahlgang am 20. Juli 1909 betrug 26.928. Die Wahlbeteiligung betrug 78,9 %.
| Kandidat       | Partei  | Stimmen | in %   | Anmerkungen |
| -------------- | ------- | ------- | ------ | ----------- |
| 0              | BdL     | 2485    | 9,3 %  | 0           |
| Josef Huber    | SPD     | 8383    | 31,3 % | 0           |
| Gustav Oehlert | NLP     | 8861    | 33,0 % | 0           |
| 0              | Zentrum | 7069    | 26,4 % | 0           |

Bei der Stichwahl betrug die Zahl der Wähler 18.969. Die Wahlbeteiligung betrug 56,6 %.
| Kandidat       | Partei | Stimmen | in %   | Anmerkungen |
| -------------- | ------ | ------- | ------ | ----------- |
| Josef Huber    | SPD    | 12.718  | 51,9 % | 0           |
| Gustav Oehlert | NLP    | 11.768  | 48,1 % | 0           |

### Reichstagswahl 1912
Bei der Reichstagswahl 1912 fanden zwei ein Wahlgänge statt. Die Zahl der Wahlberechtigten beim ersten Wahlgang betrug 34.619, die Zahl der Wähler 30.569. Die Wahlbeteiligung betrug 88,3 %.
| Kandidat         | Partei                       | Stimmen | in %   | Anmerkungen |
| ---------------- | ---------------------------- | ------- | ------ | ----------- |
| Josef Huber      | SPD                          | 8442    | 27,7 % | 0           |
| Fritz van Calker | NLP                          | 11.625  | 38,3 % | 0           |
| Hugo Dinger      | BdL, vom Zentrum unterstützt | 10.369  | 34,5 % | 0           |

Bei der Stichwahl betrug die Zahl der Wähler 18.969. Die Wahlbeteiligung betrug 56,6 %.
| Kandidat         | Partei                       | Stimmen | in %   | Anmerkungen |
| ---------------- | ---------------------------- | ------- | ------ | ----------- |
| Fritz van Calker | NLP                          | 17.974  | 98,7 % | 0           |
| Hugo Dinger      | BdL, vom Zentrum unterstützt | 172     | 1,3 %  | 0           |